# Jean-Auguste Berthaut
Pour les articles homonymes, voir Berthaut.
Jean-Auguste Berthaut, né à Genlis le 29 mars 1817 et mort à Paris le 24 décembre 1881, était un général et homme politique français.

## Biographie
Il sort Major de la promotion de Constantine (1837-1839) à Saint-Cyr, il commanda la garde nationale mobile à Paris en 1870.
Il fut Ministre de la Guerre du 15 août 1876 au 22 novembre 1877 dans les gouvernements Jules Dufaure IV, Jules Simon et Albert de Broglie III.
Il est promu Grand officier de la Légion d'honneur en 1878.

## Distinctions
- Grand officier de la Légion d'honneur  France
- Grand-croix de l'ordre de l'Aigle blanc  Russie

## Publication
- Principes de stratégie, J.Dumaine, 1881, 447p